# Conophyma pavlovskii
Conophyma pavlovskii is een rechtvleugelig insect uit de familie Dericorythidae. De wetenschappelijke naam van deze soort is voor het eerst geldig gepubliceerd in 1955 door Tarbinsky.